# يوتارو آبي
يوتارو آبي (باليابانية: 阿部 祐大朗) (5 أكتوبر 1984 في طوكيو في اليابان – )؛ هو لاعب كرة قدم ياباني سابق كان يلعب كمهاجم.

## وصلات خارجية
- يوتارو آبي على موقع الاتحاد الدولي (مؤرشف)  (الإنجليزية)
- يوتارو آبي على موقع رابطة كرة القدم اليابانية للمحترفين (اليابانية)
- يوتارو آبي على موقع Soccerway.com (الإنجليزية)
- يوتارو آبي على موقع عالم كرة القدم.نت (الإنجليزية)